# Фельдербах
Фе́льдербах (нем. Felderbach) — река в Германии, протекает по земле Северный Рейн — Вестфалия. Приток Дайльбаха.
Длина реки — 12,7 км. Площадь бассейна реки составляет 22,63 км². Высота истока 310 м. Высота устья 83 м. Перепад высоты 227 м. Уклон реки 17,9 м/км (‰).
Река протекает по живописной долине Фельдербахталь. В верхнем течении расположена природоохранная зона «Верхний Фельдербахталь» площадью 16 га. Рядом находится поле для гольфа. В нижнем течении расположена природоохранная зона «Фельдербахталь».
На старых картах обозначается также как Рюшенбах (нем. Rüschenbach).